# Софія Янссон
Вівіка Софія Янссон (нар. 1962, Гельсінкі) — донька карикатуриста Ларса Янссона та племінниця відомої фінської письменниці та художниці Туве Янссон. Янссон працювала вчителем іспанської мови, творчим/художнім директором, головою правління та мажоритарним акціонером Oy Moomin Characters, Ltd і разом зі своїм батьком здійснювала безпосередній нагляд за мультсеріалом 1990 року «Щасливе сімейство Мумі-тролів».

## Moomin Characters Oy Ltd
Софія росла в атмосфері співпраці між її тіткою та батьком, Янссон бачила, які творчі процеси стояли за серією коміксів про Мумі-тролів. Оскільки зусилля Туве зосереджувались більше на написанні, а виробництво коміксу стало більшою мірою зусиллями її батька, Янссон стала активно допомагати в управлінні візуальними аспектами Мумі-тролів як інтелектуальною власністю.
У 1979 році Ларс Янссон заснував компанію з обмеженою відповідальністю Moomin Characters Oy Ltd, яку тепер очолює Ролефф Кракстрем. Згідно зі статтею 2004 року у фінському діловому журналі «Talouselämä», Oy Moomin Characters, Ltd є найрентабельнішим бізнесом у Фінляндії, володіючи близько 80 ліцензіями на Мумі-тролів у Фінляндії та майже 300 за кордоном. У 2007 році вона була включена до списку найкращих креативних експортних компаній Фінляндії.
З 1993 року Янссон разом зі своїм батьком керувала виробництвом нової серії коміксів про Мумі-тролів, якою тепер керує одноосібно Янссон.
У 2006 році Янссон була режисером у випуску компакт-диска «Muumipeikko ja Pyrstötähti».
У 2008 році повторне відкриття Янссон рукопису для «Короля в Мумі-країні» (телевізійного сценарію, написаного Туве та Ларсом наприкінці 60-х років) стало новиною, мюзикл, на його основі, який поставили у Шведському театрі у Турку, став першим виконанням цього «втраченого епізоду» за останні десятиліття.

## Софія Янссон у кіно та книгах
Ларс Янссон створив обидва комікси про Мумі-тролів, а також інші, включно з коротким «Софія» 1965 року.
У травні 2003 року посольство Фінляндії в Лондоні організувало заходи, присвячені новому перекладу роману Туве Янссон «Sommarboken» 1972 року, який розповідає про вигадане життя юної Софії на острові. Під час цього заходу видавці презентували твори Софії Янссон та Йоганни Сінісало. У червні 2003 року Янссон дала інтерв'ю газеті «Дейлі телеграф», у якому вона пояснила подробиці історії, представленої в у книзі, і розповіла про стосунки між Янссон і її тіткою, Туве Янссон. Більш детально вона описала цю тему у 2006 році у «Scandinavian Review» і знову у 2010 році для «Гардіан», коли вона пояснила природу своїх стосунків з рештою сім'ї, включно з її бабусю Сігне та партнеркою Туве, Тууліккі Пієтіля.
Янссон згадується у книгах, зокрема Туве Янссон «Rent Spel» (1989), Кейт Маклофлін і Малін Лідстрем Брок «Tove Jansson Rediscovered» (2007).
Янссон з'явилася як ведуча короткометражного фільму 1998 року «Хару: Острів самотніх, представлений Софією Янссон». Вона також знялася у документальному фільмі Пола Грейветта «Мемуари Мумі» 2006 року, представленому на конференції Туве Янссон в Оксфорді у березні 2007 року.

## Відзнаки та нагороди
У 2001 році, після смерті своєї тітки, Янссон поїхала до Великої Британії, щоб допомогти Sort of Books просувати перевидання книжки-картинки про Мумі-тролів.
У червні 2004 року Генеральне консульство Фінляндії запросило Янссон на 31-шу щорічну конференцію дитячої літератури «Мрії та бачення» у Каліфорнії. Консульство фінансувало її поїздку. На ній Янссон представляла фінську дитячу літературу під час захопливої лекції та презентації.
У серпні 2004 року Янссон випустила срібну колекційну монету Tove Jansson and Children's Culture, перший відтиск зробив Раймо Макконен, генеральний директор монетного двору Фінляндії. Вона брала участь у виборі зображень монет, а також серії медалей, які також випустили.
У 2006 році Янссон запросили як відомого спікера на один із щомісячних обідів, організованих Міжнародним жіночим клубом Гельсінкі.
У лютому 2007 року Янссон запросили виступити в Скандинавському домі у Нью-Йорку.
У вересні 2008 року Янссон брала участь як член Комітету пошани у відомому Всесвітньому конгресі IBBY.
Янссон брала участь у Helsinki Design Week 2008.